# ماسرزوان ماستوري
ماسرزوان ماستوري (17 فبراير 1981 بسنغافورة - ) هو لاعب كرة قدم سنغافوري في مركز الهجوم. شارك مع منتخب سنغافورة لكرة القدم. أما مع النوادي، فقد لعب مع تانجونغ باغار يونايتد ونادي غيلانغ إنترناشونال ونادي هوم يونايتد ونادي واريورز ووودلاندز ويلينغتون ويانج لايونز.

## وصلات خارجية
- ماسرزوان ماستوري على موقع قاعدة بيانات كرة القدم.إي يو (الإنجليزية)